# Amelie Areco
Amelie Areco (Panamá, 7 de diciembre de 1952) es una ilustradora y diseñadora gráfica panameña. Se ha dado a conocer fundamentalmente por su trabajo en el área de libros para niños. Se inició en 1976, en la revista Tricolor del Ministerio de Educación de Caracas; colaboró durante dos años con la revista infantil La Ventana Mágica, y, hasta ahora, ha ilustrado cinco libros para niños.

## Biografía
Realizó estudios de diseño en el Instituto Neumann. Entre 1980 y 1983 asistió al Art Center College of Design de Los Ángeles, donde se graduó con honores. Ha elaborado trabajos de animación y fotografía. También ha sido docente en materias como ilustración avanzada, en el Instituto de Diseño de Caracas, y técnicas básicas de ilustración e ilustración publicitaria en Prodiseño. 
Es una ilustradora de gran versatilidad que aborda temas muy variados y trabaja con diversidad de técnicas —experimentales y mixtas—. Lleva a cabo su trabajo partiendo siempre de una exhaustiva investigación previa, como puede reflejarse en los dibujos originales realizados para el libro El hombre, el tigre y la luna, recreación de un cuento de la etnia pemón de Venezuela, con los que logra transmitir su cultura y entorno.

## Obra
Ha desarrollado trabajos en blanco y negro, de gran calidad artística, como las ilustraciones a plumilla para el libro De cómo Panchito Mandefuá cenó con el Niño Jesús, de un estilo geométrico con cierta reminiscencia del Art Nouveau, que transmiten la atmósfera y la estética de la Caracas de los años treinta y en las que, a través de tramas superpuestas, crea interesantes juegos de luces, sombras y matices.
Asimismo ha desarrollado originales propuestas gráficas, como la concebida para el libro Vuela, Pokita, vuela, cuyas ilustraciones fueron realizadas en acrílico y tintas planas, con las técnicas del aerógrafo y el pincel. Pero se puede afirmar que los trabajos de ilustración con los que ha alcanzado éxito nacional e internacional, son los libros realizados para Ediciones Ekaré, entre 1978 y 1979: dos leyendas indígenas con numerosas ediciones y reconocimientos que han sido publicadas en varias lenguas.
La primera de ellas, El cocuyo y la mora, un cuento pemón, elaboró unas minuciosas ilustraciones a plumilla y rapidograf, y todo el trabajo de separación manual de color a través de un hábil manejo del dibujo, la línea, los planos y las perspectivas —propuesta con la que no sólo logra dar vida eficazmente a los personajes protagonistas sino también al propio paisaje de la Gran Sabana, con sus tepuyes y grandes extensiones.  Para la segunda, El burrito y la tuna, de origen guajiro, trabajó con acuarela y creyón, y alternó ilustraciones a color y en blanco y negro, en las que destacan la acertada creación de atmósferas y personajes fantásticos, y el uso armonioso de los colores. Estos trabajos también se enmarcaron en concepciones de diseño atractivas y originales.  Su trabajo ha sido seleccionado en la exposición de “Los mejores libros para niños del Banco del Libro” en 1980 con El cocuyo y la mora, 1984 El burrito y la tuna y 1987 De cómo Panchito Mandefuá cenó con el Niño Jesús.
Representó a Venezuela en la “Segunda exposición itinerante latinoamericana del libro infantil”, realizada en Europa, Estados Unidos y Centroamérica. Debido a su calidad estética y técnica, sus ilustraciones ocuparon un lugar destacado en la exposición “Mundo de cuentos”, realizada en el MACCSI, en 1991.

### Libros Ilustrados
- El cocuyo y la mora. Caracas: Ekaré, 1978.
- El burrito y la tuna. Caracas: Ekaré, 1979.
- Pocaterra, José Rafael. De cómo Panchito Mandefuá cenó con el Niño Jesús. Caracas: Alfadil, 1986.
- Vuela, Pokita, vuela. Caracas: Ediciones Galac, 1988.
- Rivero Oramas, Rafael. El hombre, el tigre y la luna. Caracas: Monte Ávila, 1994

## Premios
- 1979: Premio, “Primera exposición anual del libro”, BN; por El cocuyo y la mora
- 1983:  Premio, V Exposición Anual del Libro, BN; por El burrito y la tuna / Premio ANDA, mención creatividad e ilustraciones; por La Cajita Feliz de McDonald’s 1988 • Premio, IX Exposición Anual del Libro, BN; por Vuela, Pokita, vuela:
- 1988: Premio ANDA, mención creatividad e ilustraciones; por La Cajita Feliz de McDonald’s